# Frenelle-la-Petite
Frenelle-la-Petite – miejscowość i gmina we Francji, w regionie Grand Est, w departamencie Wogezy.
Według danych na rok 1990 gminę zamieszkiwało 57 osób, a gęstość zaludnienia wynosiła 16 osób/km² (wśród 2335 gmin Lotaryngii Frenelle-la-Petite plasuje się na 988. miejscu pod względem liczby ludności, natomiast pod względem powierzchni na miejscu 1131.).